# Desa Labuhan (administrativ by i Indonesien, lat -7,21, long 113,09)
Desa Labuhan är en administrativ by i Indonesien.   Den ligger i provinsen Jawa Timur, i den västra delen av landet, 700 km öster om huvudstaden Jakarta. Desa Labuhan ligger på ön Madura.